# Hottinger, Brüel & Kjær
Hottinger, Brüel & Kjær (HBK) ist ein Hersteller von hochpräzisen Schall- und Schwingungsmessgeräten, sowie Messtechnik zur Erfassung von mechanischen Größen wie z. B. Druck, Kraft, Weg und der dazugehörigen Messelektroniken. HBK ging aus der Fusion der Unternehmen Hottinger Baldwin Messtechnik (HBM) und Brüel & Kjaer Sound & Vibration (BKSV) am 1. September 2020 hervor. Beide Unternehmen gehörten seit 2000 zur britischen Spectris PLC Unternehmensgruppe und behielten auch nach der Fusion ihre Geschäftssitze in Deutschland bzw. Dänemark bei.